# Itabuna
Itabuna est une municipalité du sud de l'État de Bahia au Brésil. Elle se situe par une latitude de 14° 47' 09" sud et par une longitude de 39° 16' 48" ouest, à une altitude de 54 mètres. Elle possède une surface totale de 432 244 km². Elle est située à environ 426 kilomètres de Salvador, capitale de Bahia. Cependant par le ferryboat, la distance n'est que de 333 kilomètres. C'est la cinquième cité la plus populeuse de la Bahia avec 218 124 habitantes. La cité d'Itabuna, avec la municipalité voisine de Ilhéus forme une agglomération urbaine classifiée par l'Institut brésilien de géographie et de statistiques comme une capitale régionale B qui exerce une influence sur plus de 40 municipalités qui abritent ensemble plus d'un million d'habitants.
Selon un relevé fait par le Programme des Nations unies pour le développement, la municipalité d'Itabuna montre le troisième meilleur Indice de développement humain de l'État de Bahia se situant seulement après la capitale de l'État, Salvador, et la municipalité de Lauro de Freitas.
C'est la terre natale de l'écrivain Jorge Amado, qui la décrit dans quelques-unes de ses œuvres comme Gabriela, Cravo e Canela et Terras do Sem Fim.

## Maires
| Période | Période | Identité               | Étiquette | Qualité |
| ------- | ------- | ---------------------- | --------- | ------- |
| 2009    | 2012    | Capitão Nilton Azevedo | DEM       |         |